# Berestowe (Berdjansk)
Berestowe (ukrainisch Берестове; russisch Берестовое Berestowoje) ist ein Dorf im Südosten der ukrainischen Oblast Saporischschja mit etwa 2800 Einwohnern (2001).

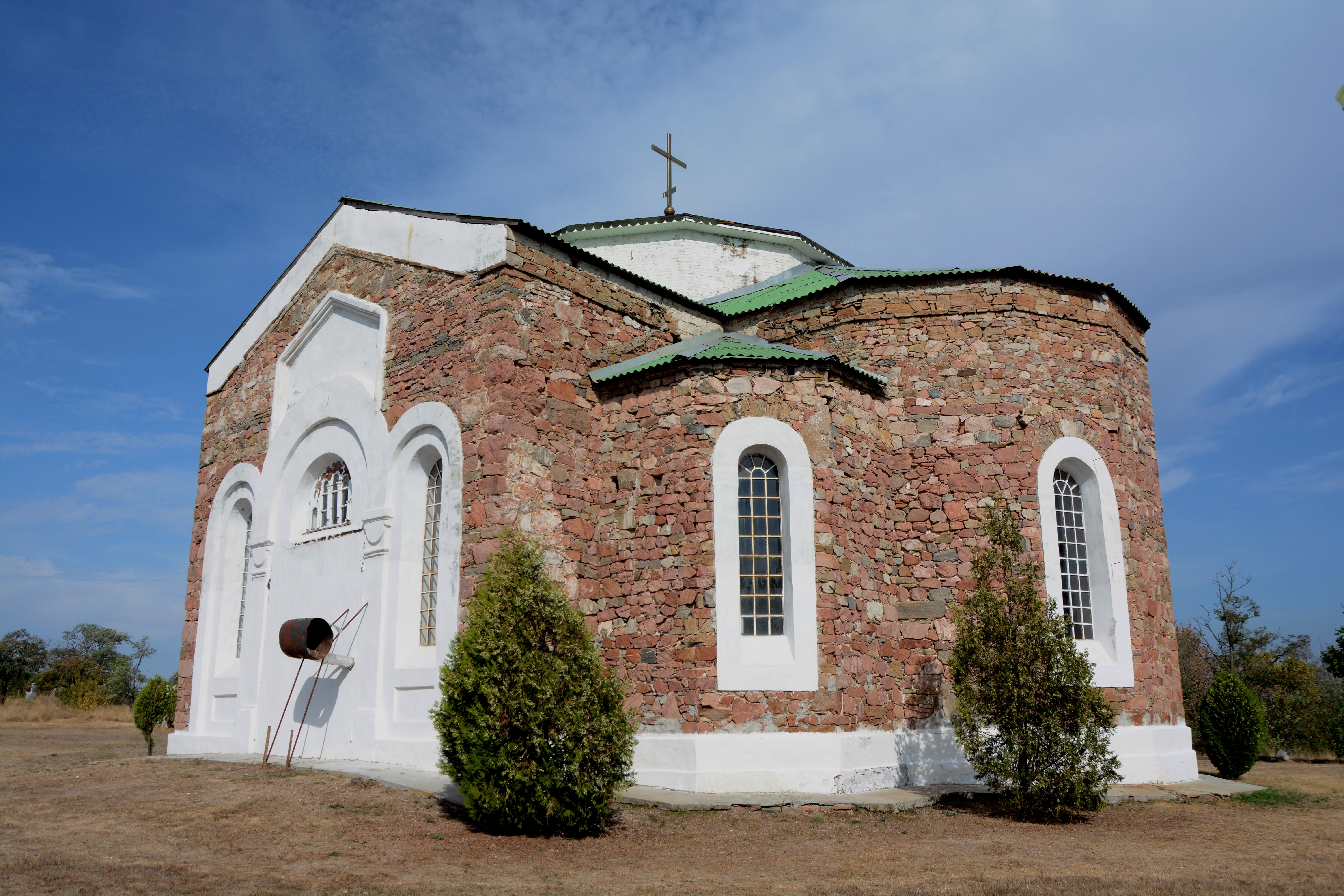
Alexander-Newski-Kirche bei Berestowe

## Geschichte
Das 1801 von Siedlern aus den Regionen Poltawa und Tschernigow gegründete Dorf erhielt seinen Namen vom hier gelegenen Fluss Berestowa, der wiederum nach den, entlang des Flussufers wachsenden, Birkenstauden benannt wurde. Im 19. Jahrhundert wurde im Dorf die orthodoxe Alexander-Newski-Kirche, die heute ein nationales Architekturdenkmal darstellt, erbaut.

## Geografie
Die Ortschaft liegt am Ufer der Berestowa (Берестова), einem 22 km langen, rechten Nebenfluss der Berda, 42 km nördlich vom Rajonzentrum Berdjansk und 165 km südöstlich vom Oblastzentrum Saporischschja. Durch das Dorf verläuft die Territorialstraße T–08–19.

## Verwaltungsgliederung
Am 11. August 2015 wurde das Dorf zum Zentrum der neugegründeten Landgemeinde Berestowe (Берестівська сільська громада/Berestiwska silska hromada). Zu dieser zählen auch die 10 in der untenstehenden Tabelle aufgelistetenen Dörfer sowie die Ansiedlung Berdjanske, bis dahin bildete es zusammen Dowbyne und Satschky die gleichnamige Landratsgemeinde Berestowe (Берестівська сільська громада/Berestiwska silska rada) im Norden des Rajons Berdjansk.
Folgende Orte sind neben dem Hauptort Berestowe Teil der Gemeinde:
| Name                     | Name           | Name                             |
| ukrainisch transkribiert | ukrainisch     | russisch                         |
| ------------------------ | -------------- | -------------------------------- |
| Dowbyne                  | Довбине        | Долбино (Dolbino)                |
| Hlodowe                  | Глодове        | Глодово (Glodowo)                |
| Kalajtaniwka             | Калайтанівка   | Калайтановка (Kalaitanowka)      |
| Malyniwka                | Малинівка      | Малиновка (Malinowka)            |
| Mykolajiwka              | Миколаївка     | Николаевка (Nikolajewka)         |
| Nowoiwaniwka             | Новоіванівка   | Новоивановка (Nowoiwanowka)      |
| Nowosoldatske            | Новосолдатське | Новосолдатское (Nowosoldatskoje) |
| Radywoniwka              | Радивонівка    | Радивоновка (Radiwonowka)        |
| Satschky                 | Сачки          | Сачки (Satschki)                 |
| Trojizke                 | Троїцьке       | Троицкое (Troizkoje)             |